# Shanghaikonferensen
Shanghaikonferensen var internationell konferens om opiumhandeln som hölls i Shanghai 1909, där 13 stater antog ett flertal resolutioner om att begränsa opiumodlingen till medicinska ändamål och motverka opiumrökning. Koneferensen ledde till att Internationella opiumkonventionen undertecknades i Haag tre år senare.